# Hårsäck

En schematisk bild över en hårsäck. (Hair = Hår, Skin surface = Hudyta, Sebum = Talg, Follicle = Hårsäck, Sebaceous gland = Talgkörtel)

Hårsäckar eller hårfolliklar finns över hela kroppen. Hårstråna växer från papillen som finns längst ned på hårsäcken. Papillen är fylld med bindväv och blodkärl.
I anslutning till hårsäcken finns talgkörtlarna som utsöndrar det talg (sebum), ett fett som fungerar som smörjmedel för håret och hårstråna. Personer med fett hår har helt enkelt ett överskott av sebum i håret. Om en hårsäck täpps till eller ett hårstrå växer inåt kan en hårsäcksinflammation bildas.
Sjukdomar i hårsäckarna runt ögonen och ögonfransarna innefattar milphosis och trikomegali.
Hårsäckarna på kroppen och huvudet reagerar på steroidhormoner, och kan ge manligt håravfall och hirsutism.

## Struktur
Hårfollikeln består av:
- Papillen är en stor struktur vid basen av hårfollikeln. Papillen består främst av bindväv och en kapillärslinga.
- Runt papillen finns hårmanteln.
- Rotmanteln består av en yttre och en inre rotmantel. Den yttre rotmanteln ser tom ut med kubiska celler vid färgning med hematoxylin och eosin. Den inre rotmanteln består av tre lager: Henles lager, Huxleys lager och den inre kutikulan.
- Bulgen är belägen i det yttre rotmanteln vid fästpunkten för muskeln som reser håret. Den innehåller flera typer av stamceller som förser hela hårfollikeln med nya celler och är involverade i läkning av epidermis efter skada.[1]

## Klinisk betydelse

### Sjukdomar
Det finns många hos människor där anomalier i hårens utseende, struktur eller tillväxt är tidiga tecken på en lokal sjukdom i hårfollikeln eller en systemisk sjukdom. Några välkända sjukdomar i hårfollikeln inkluderar alopeci eller håravfall, hirsutism eller överdriven hårväxt samt lupus erythematosus. Att förstå funktionerna hos normala hårfolliklar är därför grunden för diagnostik och behandling av många dermatologiska och systemiska sjukdomar som åtföljs av håranomalier.

### Håråterställning
Hårfolliklar ligger till grund för de två huvudsakliga metoderna för hårtransplantation vid håråterställning: follikulär enhetstransplantation (FUT) och follikulär enhetsextraktion (FUE). Vid var och en av dessa metoder extraheras naturliga grupper om en till fyra hårstrån, kallade follikulära enheter, från patienten som återställer sitt hår och implanteras sedan kirurgiskt i den skalliga delen av patientens huvud, kallad mottagarområdet.